# Stazione di Odessa centrale
La stazione di Odessa centrale (in ucraino Одеса-Головна вокзал?, Odesa-Golovna vokzal, in russo Одесса-Главная?, Odessa-Glavnaja) è la principale stazione ferroviaria di Odessa, nell'Ucraina meridionale.
L'infrastruttura venne progettata nel 1880 dall'architetto tedesco Viktor Johann Gottlieb Schröter, mentre la costruzione venne diretta da Aleksandr Osipovič Bernardazzi.
Danneggiata nel 1944 durante gli ultimi giorni dell'occupazione nazista della seconda guerra mondiale, la stazione venne ricostruita nel 1952, elettrificata nel 1963-1973 ed infine riammodernata nel 2006.
La stazione è situata nei pressi del centro storico di Odessa.